# Shanon Carmelia
Shanon Carmelia (Boca Samí, 20 de março de 1989) é um futebolista profissional curaçauense que atua como meia.

## Carreira
Shanon Carmelia integrou a Seleção Curaçauense de Futebol na Copa Ouro da CONCACAF de 2017.